# Cerro del Carmen
El Cerro del Carmen está ubicado al noreste de la ciudad de Guayaquil, al pie junto al Cerro Santa Ana con una población estimada en 4.953 habitantes. Pese a que aún mantiene edificaciones emblemáticas como la antigua cárcel, en las calles Julián Coronel y Baquerizo Moreno; y la Iglesia de Santo Domingo, más conocida como San Vicente; es evidente el cambio físico que ha tenido el Cerro del Carmen con el pasar de los años. En años recientes se han construido parques y plazas en sus faldas.

## Historia
El cerro, llamado antiguamente "Cerro San Lázaro" , fue parte de la zona en la cual se originó la ciudad de Guayaquil, su asentamiento definitivo se produjo en 1547. Según el cronista Modesto Chávez Franco en su Obra "Crónicas del Guayaquil antiguo", en los primeros años, luego de la fundación de la ciudad, se encontraba en sus faldas un pequeño cementerio que era utilizado por las familias de escasos recursos que no podían permitirse pagar las cofradías. Este se hallaba en donde a día de hoy se ubica el Panteón de los Protestantes. Por el mismo sector, se encontraba el lugar donde fue enterrado uno de los fundadores de Guayaquil, el conquistador Manuel de Estacio, quien fue asesinado por Francisco de Olmos. Modesto Chávez hace referencia a "una lápida labrada a la antigua" con un escudo español en su centro. 
En la década de 1970,  una gran cantidad de habitantes del cerro, conformada por obreros, estudiantes y deportistas migraron a otros sectores de la ciudad. En los años 80 y 90 del siglo XX, este se convirtió en un sector popular, conocido por su alto índice delictivo y su dificultad de tránsito.  En 2003 fue inaugurado el túnel vehicular del cerro del Carmen, que sirvió de conexión entre la avenida Pedro Menéndez Gilbert y Boyacá.
En el siglo XVI se fundaría el primer hospital de la Real Audiencia de Quito, llamado Santa Catalina y Mártir, este se ubicaba, según Gabriel Pino Roca y Julio Estrada Icaza, cerca a la cima del cerro, por donde se encuentran los antiguos tanques de agua abandonados. Este estuvo en funcionamiento hasta que un incendio perpetuado a finales de ese siglo, provocó su destrucción, y que este ya no fuese reconstruido en mismo sitio, sino en la plaza de Santa Catalina, el que era, en ese entonces, el sector de Malecón y Loja.

## Recorrido
El cerro del Carmen, según el censo del año 2010, tiene una población que se aproxima a los 4953 habitantes. En él se asentaron familias de estratos sociales bajos y muchos de ellos provenientes de ciudades y provincias alejadas del Ecuador. 
La calle Baquerizo Moreno, arteria principal que cruza de norte a sur el casco central, asciende por el cerro y lo serpentea hasta llegar a los antiguos depósitos de agua que servían a la ciudad para combatir los incendios. En la actualidad estos reservorios se encuentran en desuso. Otras fuentes llaman a aquella calle con el nombre de Víctor Emilio Estrada, probablemente se deba al haber sido alcalde de Guayaquil y muy querido por sus coterráneos. Subiendo por la calle ya mencionada, sentido Sur-Norte, ya llegando a la cima, a mano derecha se encuentra un callejón que lleva por nombre, según los habitantes del sector, 26 de julio, por este camino pavimentado en concreto se logra ir hacia la falda norte donde, al bajar, se llega a la intersección del callejón 6 de diciembre. A mano derecha, descendiendo por dicho callejón se cruza por la intersección de la calle Jacinto Morán de butrón que, en tiempos coloniales, se conocía como "El Camino de la Fuga". 
En la meseta, donde en la actualidad hay un parque muy poco aprovechado por los habitantes de ambos cerros, se hallaba el antiguo hospital militar que alguna vez sirvió como cuartel provisional de las fuerzas peruanas en los fatídicos sucesos de 1859. Dicho hospital sería derrumbado debido a su deterioro por haber sido construido en madera y trasladado al sector que se conoció como "Reed Park" en la Ciudadela Atarazana.
En la falda sur del Cerro del Carmen, detrás del templo Santo Domingo o también conocido como "San Vicente", se ubicaba una antigua casa con un pequeño molino, que perteneció a Alejandro Mann, escocés que habitó en Guayaquil durante varios años y que entregó una suma considerable de dinero para la construcción de un asilo para el servicio de la comunidad, asilo administrado por la Junta de Beneficencia.
En el sector también se encuentran la calle Pío Jaramillo y el callejón Vilcabamba. Según los estudios presentados por el egregio cronista Modesto Chávez Franco, en el emplazamiento que hoy ocupa la antigua cárcel municipal, en tiempos de la colonia cuando aún la ciudad no se había trasladado al sector de sabaneta, existió un pequeño panteón para la gente más desfavorecida.
Cerca de la misma cárcel, en época de los gobiernos progresistas de finales del siglo XIX, fue fusilado el joven liberal guayaquileño Amador Viteri quién había sido integrante de los "Chapulos" quienes habían ocasionado fuertes problemas a los gobernantes del progresismo en la costa ecuatoriana.
Hacia el este, en la intersección entre las calles Julián Coronel y Rocafuerte, se hallaba un pequeño pozo que fue fabricado por la Orden Dominica y que llevó por nombre "Pozo de la Noria". Este fue muy popular al ser uno de los que mayor tiempo sirvió a la comunidad. Hasta mediados del siglo XIX seguía siendo utilizado por los moradores de la parroquia de la concepción, también conocida como "Ciudad Vieja".
El cerro, a pesar de estar en el centro de la ciudad, es poco frecuentado por habitantes de otras zonas de la ciudad, debido a su peligrosidad. En tiempos modernos, ha ido mejorando su imagen, gracias a las intervenciones municipales con obras de pavimentación de calles y mejoramiento del sistema de alcantarillado.
Como hecho anecdótico, según los funcionarios del Cementerio General, ubicado junto a la barriada del cerro, cuando, a principios del año 2020, la ciudad sufría los efectos de la pandemia por Covid-19, y al no haber disponibilidad de personal que sepultase a los fallecidos, se recurrió a los habitantes del Cerro del Carmen, quienes ayudaron a trasladar los cuerpos a sus respectivos nichos. 

## Edificaciones
En el sitio existen también dos Unidades Educativas Fiscales, una de ellas se encuentra en las alturas, al lado de la calle Baquerizo Moreno y lleva el nombre del cerro. El segundo, es el Colegio Nacional Huancavilca, que se encuentra en la calle Rocafuerte (falda sur), junto al Templo de Santo Domingo. 
En la falda este, detrás del Templo de Santo Domingo, se encuentran las antiguas instalaciones que servían como cisternas para agua, estas sin utilidad actualmente. 
Recientemente, la empresa pública CNT en conjunto con el Municipio de Guayaquil, desarrollaron un proyecto que tuvo como objetivo restaurar la antigua torre de telecomunicaciones, diseñada por el arquitecto Jaime Soria Zeas y construida en la década de 1970, con una altura de 36,90 metros, en un área de 800 metros. La restauración consistió en recuperar su imagen exterior y en la cúspide fue instalada una pantalla led que, según declaraciones de los encargados de la obra, sería la más grande de su clase en Latinoamérica.
En la cima del cerro se ubica el monumento al Sagrado Corazón de Jesus que fue inaugurado en 1973, mide 15.6 metros de altura y reposa sobre una base de 11.6 metros de altura.
La cadena de televisión Ecuavisa, que empezó a transmitir su señal el 1 de marzo de 1967, tiene sus instalaciones en el cerro. 
En sus faldas, se ubica el Hospital Luis Vernaza, denominado de esta forma en honor al director de la Junta de Beneficencia de aquella época, fue construido entre los años 1922 y 1930.
También se encuentra la Cárcel Municipal de Guayaquil que funcionó entre 1907 y 1950. Aunque la infraestructura tiene el carácter patrimonial otorgado por el Instituto Nacional de Patrimonio Cultural debido a su valor arquitectónico, en la actualidad, se encuentra completamente abandonada.
En el extremo oriental del cerro se ubica el Cementerio General de Guayaquil que guarda los restos mortales de pasadas figuras importantes de la política y artistas nacionales.